# Kafana Ruski car
Kafana Ruski car (v srbské cyrilici Кафана Руски цар) je historická budova v centru Bělehradu. Jedná se o kulturně chráněnou rohovou budovu (budova má adresu Mihailova 7, resp. Obilićev venac 29). 
Budova byla vybudována v letech 1922 až 1926 podle návrhu architekta Petra Popoviće. Objekt vznikl sice po první světové válce, kdy evropská architektura směřovala k funkcionalismu, nicméně centrum srbské (resp. jugoslávské) metropole se i nadále neslo v inspiraci dřívějších stylů. Kafana Ruski car proto také vznikla v duchu akademického manýrismu s prvky secese. Dominantním prvkem pětipatrového paláce je věž, umístěná na rohu. 
V průběhu desetiletí existence stavby objekt příliš neměnil své využití. Horní patra sloužila jako byty, v přízemí a v podzemí se nacházely obchodní prostory, resp. restaurace. Název budovy (v překladu doslova Ruský car) pochází podle původní restaurace, která se zde nacházela před výstavbou paláce v 20. letech 20. století. Je tedy podobný, jako je tomu v případě nedalekého paláce Albánie. Původní interiér restaurace v přízemí sloužil až do 60. let 20. století. Poté došlo k rozsáhlé rekonstrukci, v rámci níž byla zřízena nová restaurace Zagreb. Častými návštěvníky místa byli srbští literáti, jako např. Branislav Nušić, Mihajlo Petrov, Veljko Petrović.